# Viva la Vida
O álbum às vezes também pode ser referido como "Viva la Vida", veja Viva la Vida or Death and All His Friends.
"Viva la Vida" (pronúncia em espanhol: ['biβa la 'βiða]) é uma canção da banda inglesa de rock alternativo Coldplay. Foi escrita por todos os membros da banda para seu quarto álbum, Viva la Vida or Death and All His Friends de 2008. No álbum, a letra da canção segue diretamente para a próxima faixa do álbum, "Violet Hill". Viva la Vida significa "Ter uma vida longa" em espanhol. Por outro lado, muitas pessoas indicam que a pintura que dá nome à música é de Frida Kahlo e se chama exatamente "Viva la Vida".
A letra da canção contém referências históricas e religiosas, e a faixa é construída em torno de uma seção de cordas se repetindo com um fundo de percussão. A canção foi apresentada no episódio "Million Dollar Maybe" na 21ª temporada da série Os Simpsons.
A canção foi lançada em 25 de maio de 2008 como o segundo single do álbum, estreando para o sucesso crítico e comercial. "Viva la Vida" atingiu o topo da UK Singles Chart e da Billboard Hot 100, tornando-se o primeiro single da banda a atingir o primeiro lugar no Reino Unido e nos Estados Unidos, liderando por uma semana a parada americana. A canção venceu o prêmio de Canção do Ano no 51º Grammy Awards em 2009. Se tornou a sexta canção com mais downloads digitais pagos, atingindo a marca de 4 milhões.

## Antecedentes
A canção tem seu título em espanhol, título este que foi retirado de uma pintura da artista mexicana Frida Kahlo. "Viva la Vida" se traduz no Inglês como "Long live the life" ou "Live the life".
Durante a produção do álbum, "Viva la Vida" foi uma das canções que havia divergido a opinião dos membros sobre qual versão deveriam escolher. Em uma entrevista, o vocalista Chris Martin recordou, "... nós fizemos algumas versões completamente diferentes da versão original, e finalmente entramos em um acordo."

## Composição
| “ | "Viva la Vida" é construída com um grandioso arranjo instrumental e letras arrebatadoras detalhando a dor de ser destituído de uma posição elevada. O grandioso som da canção poderia se tornar exagerado, mas o Coldplay sabe como andar na corda bamba perfeitamente. Sinos e corrilhões e uma orquestra aparecem juntos no refrão, mas a voz de Chris Martin ainda penetra, como um toque de clarim. Na letra, existe a dor do protagonista, é claro, mas a varredura de palavras sobre os sinos de Jerusalém, a cavalaria romana e São Pedro dá à "Viva la Vida" um ar de inteligência rara nos dias de hoje em canções pops mais populares. | ” |

A letra de "Viva la Vida" contêm muitas referências religiosas. Por exemplo, "pillars of sand" é uma clara referência à parábola bíblica dada por Jesus sobre o tolo que construiu sua casa sobre uma areia, e o homem sábio que construiu sobre uma rocha sólida. "I know Saint Peter won't call my name" refere-se a Mateus 16:19, onde Jesus diz a Pedro que vai lhe dar as chaves do Reino do Céu, e a crença de que o apóstolo está nas Portas do Céu, permitir ou negar a admissão. Outros prováveis referências bíblicas são "Seas would rise when I gave the word" (Moisés abrindo o Mar Vermelho), e "... my head upon a silver plate" (decapitação de João Batista: Salomé pediu para ter sua cabeça entregue a ele numa bandeja de prata).
A canção inspirou um grande debate sobre o seu significado. As pessoas têm reclamado que a canção pode ser sobre vários significados, tais como a Revolução Francesa.
A canção também pode ser remetida para vida da rainha Maria Antonieta. “I used to roll the dice” remete-nos ao facto de Maria Antonieta ser uma grande fã do jogo, “And I discovered that my castles stand/ Upon pillars of salt and pillars of sand” pode ser referente ao acontecimento da tomada do Palácio de Versalhes pelos revolucionários e a referência ao “Roman Cavalry” pode ser ligada às origens de Maria Antonieta pois ela era filha do Sacro Imperador Romano-Germânico.
A frase “My missionaries in a foreign field” poderá ter a ver com os familiares e amigos de Maria Antonieta terem sido exilados da França. “Revolutionaries wait/ For my head on a silver plate” talvez seja baseada nos revolucionários franceses que desejam matar Maria Antonieta (que acaba por ser decapitada).
Os membros da banda em si não parecem se apegar a qualquer uma dessas alegações, e dizem que se refere apenas aos reis e revolucionários em geral, mais do que qualquer rei particular.
Martin explicou a parte da letra da canção "I know Saint Peter won't call my name", em uma entrevista à revista Q: "É sobre... você não estar na lista. Eu era um menino travesso. E sempre me fascinou a ideia de terminar a sua vida e, em seguida, que está sendo analisado no mesmo. E essa ideia funciona durante todo a maioria das religiões [...]" Quando perguntado sobre a canção, o baixista Guy Berryman disse: "É uma história sobre um rei que perdeu seu reino, onde a obra do álbum é baseada na ideia de revolucionários e guerrilheiros [...]"
Ao contrário do arranjo típico das canções do Coldplay, em que tanto o piano quanto as guitarras são os instrumentos de destaque, a maior parte da faixa é constituída por uma seção de cordas tocando riffs, em conjunto com um constante tambor, percussão (incluindo um tímpano e um sino de igreja), baixo, e os vocais de Martin; e também um uso limitado de guitarras elétricas. Todas as seqüências são organizadas e executadas pelo violinista Davide Rossi, que também é um dos principais colaboradores do álbum. As seqüências de Rossi, compõem a principal força da canção, com um laço forte que suporta a voz de Martin, até o refrão, onde o poder da orquestra sinfônica domina a música. A música é tocada em um tom de Fá menor (Lá Bemol Maior), tempo 4/4, em um andamento de 138 batimentos por minuto, enquanto o alcance vocal é Eb4-Ab5. Embora Coldplay seja amplamente rotulados como uma banda de "rock alternativo" a composição clássica e o objeto histórico de "Viva la Vida" fez com que rotulassem a música como "pop barroco" e "pop câmara".

CD "A Favorita Internacional" lançado em 2008, que teve a canção incluída. Esse álbum ajudou na divulgação da canção no Brasil. A novela teve grande repercussão na época em que foi exibida.

## Lançamento e promoção

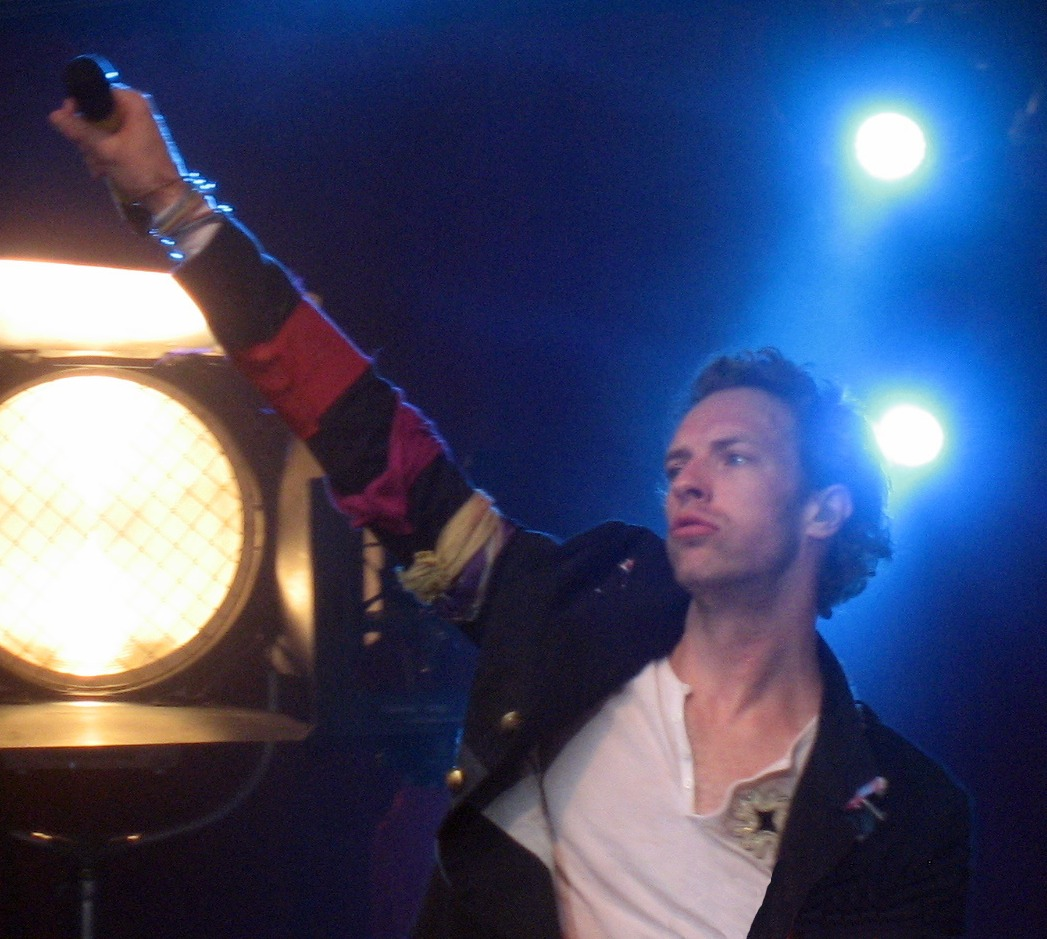
Chris Martin apresentando "Viva la Vida" em 2008 na Viva la Vida Tour.

"Viva la Vida" foi lançado inicialmente apenas no iTunes Store como uma pré-encomenda de Viva la Vida or Death and All His Friends em 7 de maio de 2008 –a "nova edição" da canção– que levou à exclusão temporária da canção no UK Singles Chart. Ele foi lançado como single unicamente como download em 25 de maio de 2008, e um CD single na Europa em 29 de julho de 2008 para coincidir com os lançamentos dos videoclipes do single. "Viva la Vida" foi bem baixado na internet, tornando-se no iTunes a maior venda de 2008. De 24 de dezembro de 2008 a 5 de janeiro de 2009, um remix oficial da música, chamado de "Thin White Duke Mix", foi lançado gratuitamente como um presente de Natal através do site oficial da banda.
A canção foi usada pela Apple Inc. como parte da campanha publicitária do iPod e iTunes. Coldplay performou a música ao vivo pela primeira vez no MTV Movie Awards 2008. A canção já fez muitas aparições pela mídia, inclusive sendo destaque no episódio "A Person of Interest" do drama paranormal Mediun, também como uma música tocada no rádio no episódio "We're Not in Kansas Anymore" dá série teen 90210, e na trilha sonora internacional da novela brasileira A Favorita, o que ajudou a empurrar "Viva la Vida" para o topo das paradas musicais do Brasil, onde a novela foi exibida. "Viva la Vida" foi a música de abertura do Birmingham City Football Club em 2009, onde Solange Knowles fez um cover da canção. Lady Gaga também fez um cover da canção na BBC Radio 1. Uma versão ao vivo da canção apareceu no álbum do Coldplay, LeftRightLeftRightLeft. Pet Shop Boys também cantou a canção ao vivo na turnê Pandemonium de 2009, onde também apareceu em seu EP de Natal.

## Recepção

### Resposta da crítica

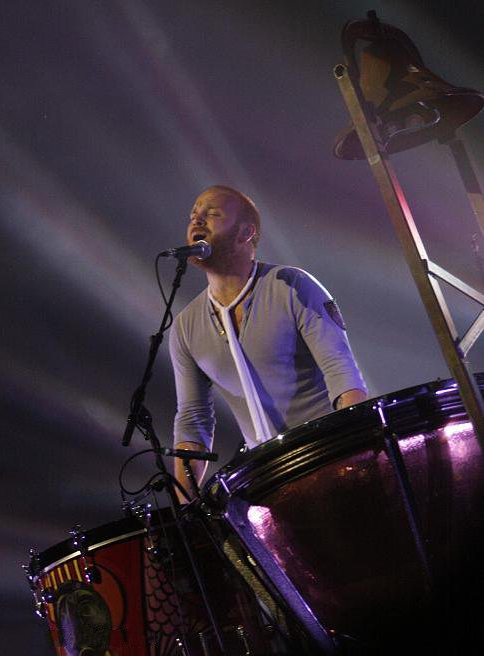
Will Champion performando "Viva la Vida" durante a Viva la Vida Tour.

Críticos contemporâneos atribuíram opiniões positivas à canção. Na revisão da Entertainment Weekly sobre o álbum, o crítico Chris Willman escreveu: "Pegue a faixa título ... em que [Martin] imagina-se como um monarca paranóico. 'Who would ever want to be king?' Martin pergunta. 'Revolutionaries wait/For my head on a silver plate!'. A confiança na música, no entanto, desmente como ele e seus colegas têm revigorado seu reinado no lite-rock." Josh Hathaway do The Plain Dealer, disse que "Viva la Vida" é a canção mais "atrativa" do álbum. Chris Jones da BBC disse: "A sequência/mutação que ampara uma faixa como "Viva la Vida"... Conjura melodias extremamente melancólicas." Em uma revisão para a IGN, o crítico Chad Grischow escreveu, "É sua única incursão apenas para um incrível pop orquestral..." "Viva la Vida" foi indicado na categoria "Gravação do Ano", e vencendo nas categorias "Canção do Ano" e "Melhor Performance Vocal Pop por um Duo ou Grupo" no Grammy Awards de 2009. A canção também ganhou um Ivor Novello Award na categoria "Melhor Venda de Single Britânico". A canção foi incluída no relatório anual da Rolling Stone's na posição nove das "100 Melhores Canções de 2008", e também ficou na segunda posição Rolling Stone "Lista de Rock: Melhores Canções de 2008". "Viva la Vida" também foi ficou na posição de número cinco na lista da Blender "1001 Downloads: Top 144 Canções de 2008", e também na posição oito das listas da Village Voice "Pazz e Jop list".
"Viva la Vida" também foi amostrada em outras diversas canções, como no single de Flo-Rida "Be on You", e também como um riff similar ouvido em uma canção do álbum de Agnes, Release Me.

### Performance nas paradas
"Viva La Vida" tornou-se o single da banda com o melhor desempenho nas paradas. Alcançando altas vendas digitais, a canção alcançou o topo da Billboard Hot 100 dos Estados Unidos, tornando-se o primeiro single número 1 da banda no país e o segundo single a entrar no Top 10 do Hot 100. É a primeira canção, por um grupo britânico a alcançar a primeira posição na desde "Wannabe" das Spice Girls em 1996, e é a primeira canção de uma banda de rock britânico a entrar no topo da parada desde 1993 quando a banda UB40, com a canção "Can't Help Falling In Love", alcançou a primeira posição. Embora a canção tivesse tido inicialmente um bom desempenho nas vendas digitais, passou a se tornar o mais bem sucedido single da banda em rádios americanas, sendo o primeiro single da banda a atingir o top 10 da Radio Songs, onde chegou a posição de número oito. Tornou-se também o primeiro single número 1 da banda na Alternative Songs. "Viva la Vida" também se tornou a primeira canção a atingir ao mesmo tempo o topo da Hot 100 e Modern Rock desde Nickelback com "How You Remind Me" em 2001. Na Hot Adult Top 40 Tracks, a canção também se tornou o primeiro single número 1 da banda. O single foi certificado como disco de Platina tripla pela Recording Industry Association of America. A canção também se tornou uma das canções com mais downloads digitais, atingindo a marca de 4 milhões.
O single também obteve um ótimo desempenho no Reino Unido. Embora, inicialmente, a canção tivesse ficado indisponível nas paradas britânicas, devido estar disponível apenas para pré-venda do álbum no iTunes, tornou-se disponível após o lançamento do álbum. "Viva la Vida" alcançou a posição de número 1 na UK Singles Chart, tornando-se o primeiro single do Coldplay a atingir o topo das paradas britânicas. A canção permaneceu no Top 40 até o início de 2009 e em 15 de março de 2009 caiu para a posição 44.[carece de fontes?]
No Canadá, o single fez um "Hot Shot Debut" na quarta posição no Canadian Hot 100 na edição de 24 de maio, tornando-se a maior estreia do Coldplay por lá. E também o mais bem sucedido single do Coldplay na Austrália, onde atingiu a posição de número 2.
Na Espanha, o single alcançou a posição #2 conseguindo o certificado de Platina dupla devido a 80.000 cópias vendidas. A canção também conseguiu um forte airplay nas rádios espanholas.

### Uso esportivo
Durante as temporadas de 2008-09, o clube de futebol alemão Hamburgo SV usou a canção "Viva la Vida" para a comemoração de um gol.
A canção também se tornou o hino do clube de futebol espanhol FC Barcelona durante a temporada de 2008-09. Tornou-se uma temporada de sucesso sem precedentes para o lado espanhol, já que venceu todas as seis competições que estavam envolvidas, o que nenhum clube de futebol jamais conseguiu antes. A canção foi escolhida pelo diretor do clube Josep Guardiola — fã do Coldplay — para ajudar a motivar e a incentivar a sua equipe. Muitas vezes, é disputado no Camp Nou, antes do início de uma partida de Barcelona.
O figureskater canadense Patrick Chan usou esta canção para seu curto programa.
Também foi usado em 2008 na final do Mens Wimbledon após Roger Federer ter sido derrotado por Rafael Nadal, especificamente na parte da letra "Listen as the crowd would sing, Now the old King is dead long live the King", como esta foi a primeira perda de Federer no All England Club durante 5 anos, foi visto como Federer passando "seu trono" para Nadal.
O time New York Rangers da National Hockey League tocou "Viva la Vida" no Madison Square Garden após sua vitória.
Scott Rolen, terceiro basemen do Cincinnati Reds, pede para a canção ser tocada toda vez que ele pega o seu bastão.

### Alegações de plágio
Coldplay foram acusados de plágio por "The Songs I Didn't Write" pela banda norte-americana Creaky Boards, para a melodia de "Viva la Vida". Um membro da banda Creaky Boards, Andrew Hoepfner, alegou que Martin tinha ouvido falar deles ouvindo a música em um show ao vivo em outubro de 2007. A banda lançou um videoclipe, no qual ele compara seções de ambas as canções. Coldplay negou a alegação; o porta voz da banda Murray Chambers disse que Martin estava trabalhando no AIR Studios em Londres na época, aonde  verificou o diário do cantor. Além disso, Coldplay gravou uma versão demo de "Viva la Vida" em março de 2007, muito antes de Creaky Boards performar essa canção ao vivo em outubro do mesmo ano. Creaky Boards posteriormente retirou a acusação e especularam que ambas as canções podem ter sido inspiradas pelo vídeogame The Legend of Zelda.
Em 4 dezembro de 2008, o guitarrista americano Joe Satriani entrou com uma ação de processo de violação de direitos autoriais contra o Coldplay em Los Angeles. O processo alega que "Viva la Vida" incorpora "substâncias de partes originais" de sua faixa instrumental "If I Could Fly" do seu álbum de 2004 Is There Love in Space?. A banda negou a alegação, dizendo que as semelhanças eram "mera coincidência". Em 14 de setembro de 2009, o caso foi julgado pela California Central District Court, com ambas as partes potencialmente concordando com um acordo fora da corte.
Em maio de 2009, Yusuf Islam declarou que a canção é muito semelhante a sua canção "Foreigner Suite," (registrado com seu antigo nome artístico, Cat Stevens) dizendo: "Meu filho chamou a minha atenção dizendo: 'Não soa como 'Foreigner Suite?'" Islam disse que qualquer nota musical poderia ser reconhecida como a "mesma coisa que Satriani fez." O baterista do Coldplay Will Champion negou a alegação, declarando, "Estamos confiantes de que não fizemos nada de errado." Em junho de 2009, Islam disse mais tarde, "Eles copiaram minha música, mas eu não acho que eles fizeram isso de propósito.", acrescentando, "Eu não quero que eles pensem que eu estou zangado. Eu adoraria sentar e tomar uma xícara de chá com eles e que eles saibam que está tudo bem."

## Videoclipes

Cena do vídeo dirigido por Hype Williams.

O videoclipe oficial da música para "Viva la Vida", foi dirigido por Hype Williams e estrou no site oficial do Coldplay no dia 1 de agosto de 2008. O vídeo retrata a banda tocando contra uma borrada, com a imagem da pintura de Eugène Delacroix, "A Liberdade Guiando o Povo". Desde o seu lançamento, "Viva la Vida" tornou-se um dos vídeos mais vistos da história no site YouTube, com 767 milhões de visualizações no mundo e mais de 1.207.418.756 bilhões de streams na plataforma de música spotify
A segunda versão, versão alternativa, foi filmado em Haia, na Holanda. dirigido por Anton Corbijn e foi lançado junto com a primeira versão. A segunda versão é um tributo ao vídeo dirigido por Corbijn da banda Depeche Mode com "Enjoy the Silence" e Chris Martin se retrata como ser um rei. Durante o vídeo, ele carrega a pintura "A Liberdade Guiando o Povo." de Eugène Delacroix. No final, ele trava a imagem para cima em uma tenda branca no topo de uma colina. No último refrão da música, os outros integrantes da banda escalam a colina, onde cantam os acordes finais da canção, um pouco semelhante ao vídeo de "Violet Hill".

## Versões covers

### Versão de Darin
O cantor sueco Darin fez um cover da canção que alcançou a posição de número 1 em 30 de outubro de 2009 na Swedish Singles Chart.
Em 2010, foi novamente incluído como um B-side no single "You're Out of My Life", alcançando a posição #3 na Swedish Singles Chart.
A versão original do Coldplay já tinha uma trajetória na Suécia, num total de 49 semanas entre 15 de maio de 2008 a 23 de outubro de 2009, atingindo a posição de número sete.

 

### Outras versões
- O artista electropop Joy Electric fez um cover da canção presente no álbum Favorites at Play lançado em 2009.
- Lady Gaga fez um cover da canção em 2009 na Rádio 1 ao vivo no piano.
- The Pet Shop Boys fez um cover da canção durante sua turnê mundial 'Pandemonium' em 2009. A canção foi incluída em seu EP 'Christmas' emitidas em dezembro desse ano e misturado com o refrão de seu próprio sucesso "Domino Dancing".
- O rapper Shawty Lo incluiu parte da canção em sua própria música, "Roll The Dice". As partes da canção, "I used to roll the dice Feel the fear in my enemy's eyes Listen as the crowd would sing "Now the old king is dead! Long live the king!" & "One minute I held the key Next the walls were closed on me and I... (Ouvia como o povo cantava: "Now the old king is dead! Long live the king!")", foram usadas para o refrão de sua canção, onde se escuta a voz do vocalista Chris Martin.
- A canção foi usada para um Swizz Beatz Hip-Hop, na qual foi intutalada de "That Oprah".
- VV Brown fez um cover da canção pela primeira vez em 6 de janeiro de 2010, em um programa francês televisiso 'Taratata'.
- The Dirty Heads fez um cover da canção onde postou o vídeo no YouTube.
- A canção foi regravada em 2008 pelo grupo japonês SMAP como uma colaboração com o Coldplay. Eles performara essa canção juntos (como Smaplay) em um episódio da série de televisão do programa SMAP, SMAP×SMAP. Um retrato famoso da Revolução Francesa aparece no final, sugerindo o sentido questionável da canção.[57]
- Boyce Avenue fez uma versão acústica da canção no no YouTube em 2009. Ver Vídeo
- Drake mostrou a canção em "Congratulations" para uma faixa bônus de sua mixtape de 2009, So Far Gone.
- Tim Urban fez um cover da canção durante a nona temporada do American Idol.
- K'naan fez um cover da canção no Mod Club Theatre e em vários show ao vivo em 2009.
- Westlife fez um cover da canção no Blueroom O2 em Dublin, em 20 de agosto de 2010.
- Weezer incluiu sua versão cover da canção na edição de luxo do seu álbum de 2010, Hurley.
- Taylor Swift executou uma versão acústica da canção no Simon Mayo Drivetime da BBC Radio 2.
- One Direction cantou a canção na primeira semana do X Factor Series 7 Live Shows. Cher Lloyd cantou uma versão em hip-hop durante a fase do acampamento.
- O elenco de televisão americana Glee farão uma versão cover da canção em episódios futuros.[58]

## Faixas
| Download digital |                             |         |  |
| N.º              | Título                      | Duração |  |
| 1.               | "Viva la Vida" (re-editado) | 4:04    |  |

| CD Promocional |                                  |         |  |
| N.º            | Título                           | Duração |  |
| 1.             | "Viva la Vida" (versão de rádio) | 3:45    |  |
| 2.             | "Viva la Vida" (versão do álbum) | 4:01    |  |

| versão Alemã |                            |         |  |
| N.º          | Título                     | Duração |  |
| 1.           | "Viva la Vida"             | 4:01    |  |
| 2.           | "Death Will Never Conquer" | 1:16    |  |

| Versão Bootleg |                                        |         |  |
| N.º            | Título                                 | Duração |  |
| 1.             | "Viva la Vida"                         | 4:01    |  |
| 2.             | "Death Will Never Conquer" (DMS12 mix) | 7:01    |  |

## Desempenho, certificações e processão

### Paradas semanais
| País/Parada (2008)                        | Melhor posição |
| ----------------------------------------- | -------------- |
| Alemanha (Media Control Charts)           | 5              |
| Austrália (ARIA)                          | 2              |
| Áustria (Ö3 Austria Top 40)               | 6              |
| Bélgica (Ultratop 50 Flandres)            | 4              |
| Bélgica (Ultratop 40 Valónia)             | 7              |
| Brasil (Billboard)                        | 6              |
| Canadá (Canadian Hot 100)                 | 4              |
| Dinamarca (Hitlisten)                     | 8              |
| Eslováquia (IFPI)                         | 1              |
| Espanha (PROMUSICAE)                      | 1              |
| Estados Unidos (Billboard Hot 100)        | 1              |
| Europa Hot 100 Singles                    | 3              |
| Finlânda (Mitä hittiä)                    | 10             |
| França (SNEP)                             | 7              |
| Holanda (MegaCharts)                      | 1              |
| Irlanda (IRMA)                            | 3              |
| Itália (FIMI)                             | 2              |
| Japão (Oricon)                            | 3              |
| Noruega (VG-lista)                        | 5              |
| Polônia (ZPAV)                            | 1              |
| Reino Unido (The Official Charts Company) | 1              |
| República Checa (IFPI)                    | 1              |
| Suécia (Sverigetopplistan)                | 7              |
| Suíça (Schweizer Hitparade)               | 5              |
| Turquia (Türkiye Top 20)                  | 3              |

| País/Parada (2008)                        | Posição |
| ----------------------------------------- | ------- |
| Alemanha (Media Control Charts)           | 26      |
| Austrália (ARIA)                          | 33      |
| Canadá (Canadian Hot 100)                 | 9       |
| Estados Unidos (Billboard Hot 100)        | 13      |
| França (SNEP)                             | 43      |
| Irlanda (IRMA)                            | 20      |
| Reino Unido (The Official Charts Company) | 25      |
| Suíça (Schweizer Hitparade)               | 16      |

| País/Parada (2000–2009)            | Posição |
| ---------------------------------- | ------- |
| Austrália (ARIA)                   | 71      |
| Estados Unidos (Billboard Hot 100) | 49      |

| País           | Certificações (limiares de vendas) |
| -------------- | ---------------------------------- |
| Alemanha       | Ouro                               |
| Austrália      | Platina                            |
| Bélgica        | Ouro                               |
| Brasil         | Platina                            |
| Canadá         | Platina                            |
| Dinamarca      | Platina                            |
| Espanha        | 3× Platina                         |
| Estados Unidos | 3× Platina                         |
| Finlândia      | Ouro                               |
| Itália         | Platina                            |
| Nova Zelândia  | Platina                            |
| Reino Unido    | Ouro                               |
| Suíça          | Platina                            |